# Nick Schulman
Nick Schulman, soprannominato "The Takeover" (18 settembre 1984), è un giocatore di poker statunitense.

## Biografia
Schulman ha iniziato a giocare a poker all'età di 18 anni, è diventato professionista a 19 anni e a 21 anni ha vinto la quarta stagione del  World Poker Tour (WPT)  vincendo 2.167.500 dollari, diventando il più giovane vincitore di un evento WPT.
Meno di un mese dopo, Schulman è arrivato 4º in un torneo del circuito WSOP ad Atlantic City, vincendo altri $ 74.495.
Nell'aprile 2006, Schulman ha vinto la Battle of Champions IV del WPT, sconfiggendo Freddy Deeb.
Il 12 giugno 2009 ha vinto il suo primo braccialetto WSOP nel $ 10.000 World Championship No Limit Deuce to Seven Single Draw.

## Braccialetti WSOP
| Anno | Torneo                              | Premio   |
| ---- | ----------------------------------- | -------- |
| 2009 | $10.000 Deuce to Seven Single Draw  | $279.742 |
| 2012 | $10.000 2-7 Draw Lowball (No-Limit) | $294.321 |